# Slowakische Fußballnationalmannschaft (U-17-Junioren)
Die slowakische U-17-Fußballnationalmannschaft ist eine Auswahlmannschaft slowakischer Fußballspieler. Sie unterliegt dem Slovenský futbalový zväz und repräsentiert ihn international auf U-17-Ebene, etwa in Freundschaftsspielen gegen die Auswahlmannschaften anderer nationaler Verbände, bei U-17-Europameisterschaften und U-17-Weltmeisterschaften.
Bei Europameisterschaften erreichte die Mannschaft 2013 das Halbfinale sowie dreimal (1997, 1999 und 2000) das Viertelfinale.
Bei der WM 2013 schied sie im Achtelfinale gegen Uruguay aus.
Bis 1994 spielten slowakische Fußballspieler in der tschechoslowakischen U-17-Nationalmannschaft.

## Teilnahme an U-17-Weltmeisterschaften
(Bis 1989 U-16-Weltmeisterschaft)
| 1995 | nicht qualifiziert |
| 1997 | nicht qualifiziert |
| 1999 | nicht qualifiziert |
| 2001 | nicht qualifiziert |
| 2003 | nicht qualifiziert |
| 2005 | nicht qualifiziert |
| 2007 | nicht qualifiziert |
| 2009 | nicht qualifiziert |
| 2011 | nicht qualifiziert |
| 2013 | Achtelfinale       |
| 2015 | nicht qualifiziert |
| 2017 | nicht qualifiziert |
| 2019 | nicht qualifiziert |
| 2023 | nicht qualifiziert |

## Teilnahme an U-17-Europameisterschaften
(Bis 2001 U-16-Europameisterschaft)
| 1995 | Vorrunde           |
| 1996 | Vorrunde           |
| 1997 | Viertelfinale      |
| 1998 | nicht qualifiziert |
| 1999 | Viertelfinale      |
| 2000 | Viertelfinale      |
| 2001 | nicht qualifiziert |
| 2002 | nicht qualifiziert |
| 2003 | nicht qualifiziert |
| 2004 | nicht qualifiziert |
| 2005 | nicht qualifiziert |
| 2006 | nicht qualifiziert |
| 2007 | nicht qualifiziert |
| 2008 | nicht qualifiziert |
| 2009 | nicht qualifiziert |
| 2010 | nicht qualifiziert |
| 2011 | nicht qualifiziert |
| 2012 | nicht qualifiziert |
| 2013 | Halbfinale         |
| 2014 | nicht qualifiziert |
| 2015 | nicht qualifiziert |
| 2016 | nicht qualifiziert |
| 2017 | nicht qualifiziert |
| 2018 | nicht qualifiziert |
| 2019 | nicht qualifiziert |
| 2022 | nicht qualifiziert |
| 2023 | nicht qualifiziert |
| 2024 | Vorrunde           |